# Papir Oxirinc 655
El Papir Oxirinc 655 és un fragment de papir descobert a Behnesa (antiga Oxirinc) l'any 1904 per B.P. Grenfell i A.S. Hunt.
Segons Aurelio de Santos aquest manuscrit es pot relacionar amb l'Evangeli de Tomàs i es considera una troballa important degut a l'extensió del text conservat. Conté una pregunta dels deixebles i una resposta de Jesús. El sorprenent és la resposta que Jesús dona, dient que es manifestarà als seus deixebles quan siguin capaços de despullar-se de les seves vestidures sense sentir vergonya. Una resposta semblant es troba a l'Evangeli dels Egipcis i per això es relaciona aquest papir amb els textos gnòstics. Es pensa que aquesta resposta de Jesús pot estar lligada a l'estat de justícia original descrit al Gènesi (3.7) i es podria vincular amb la secta dels encratits.